# Campodipietra
Campodipietra is een gemeente in de Italiaanse provincie Campobasso (regio Molise) en telt 2269 inwoners (31-12-2004). De oppervlakte bedraagt 19,5 km², de bevolkingsdichtheid is 116 inwoners per km².

## Demografie
Campodipietra telt ongeveer 765 huishoudens. Het aantal inwoners steeg in de periode 1991-2001 met 23,9% volgens cijfers uit de tienjaarlijkse volkstellingen van ISTAT.
| Jaar | Inwoneraantal |
| ---- | ------------- |
| 1991 | 1664          |
| 2001 | 2061          |

## Geografie
Campodipietra grenst aan de volgende gemeenten: Campobasso, Ferrazzano, Gildone, Jelsi, San Giovanni in Galdo, Toro.